# Осіма Такато
Осіма Такато (яп. 大島高任, 11 травня 1826, Моріока, князівство Нанбу, тепер префектура Івате, Японія — 29 березня 1901, Японія) — японський гірничий інженер і металург. Самурай князівства Нанбу. Побудував перші в Японії доменні печі, чим поклав основи сучасної металургії західного зразка в Японії. Виробив першу в Японії гармату західного зразка. Часто називається «батьком японської металургії».

## Біографія
Осіма Токато народився 11 травня 1826 року у місті Моріока князівства Нанбу (тепер префектура Івате) в сім'ї особистого лікаря даймьо (феодала) цього князівства. Коли Токато виповнилося 17 років, він був відправлений на 3 роки у Едо (тепер Токіо) вивчати медицину по «голандські науки» (ранґаку). У 1846 році, після трирічного навчання в Едо, Токато був відправлений у Нагасакі, єдине місце в країні, де дозволялося жити голандським торгівцям, і найпередовіше для навчання західним наукам.
Однак, Осіма Такато вивчаючи західну медицину у голандських школах у Едо і Нагасакі, виявив більше цікавості до військової науки і зброярства, аніж до медицини. Зокрема — до виробництва гармат. Оскільки дістати голандські книжки було важко і дорого, студенти окрім навчання займалися копіюванням голандських книжок, коли на це був час. Одного разу до Осіми потрапила книжка «Ливарне виробництво на державній ливарні з виробництва чавунних гармат у Льєжі» (Huguenin. Het Gietwezen in s' Rijks Ijzer-Geschutgieterij te Luik, 1826). Копіюючи її він захопився технологією виплавки чавуну і згодом шукав можливості побудувати піч для виплавки чавуну. В решті решт, не отримавши дозволу від влади князівства Нанбу, він без її дозволу продовжив вивчати артилерію будучи студентом медицинської школи.
У 1849 році він покинув Нагасакі і відправився не у своє князівство Нанбу, а в Осаку щоб навчати виготовленню гармат і воєнній тактиці. Однак, у 1850-х роках він повернувся у Нанбу і отримав дозвіл навчати західній артилерійській справі солдатів Нанбу.

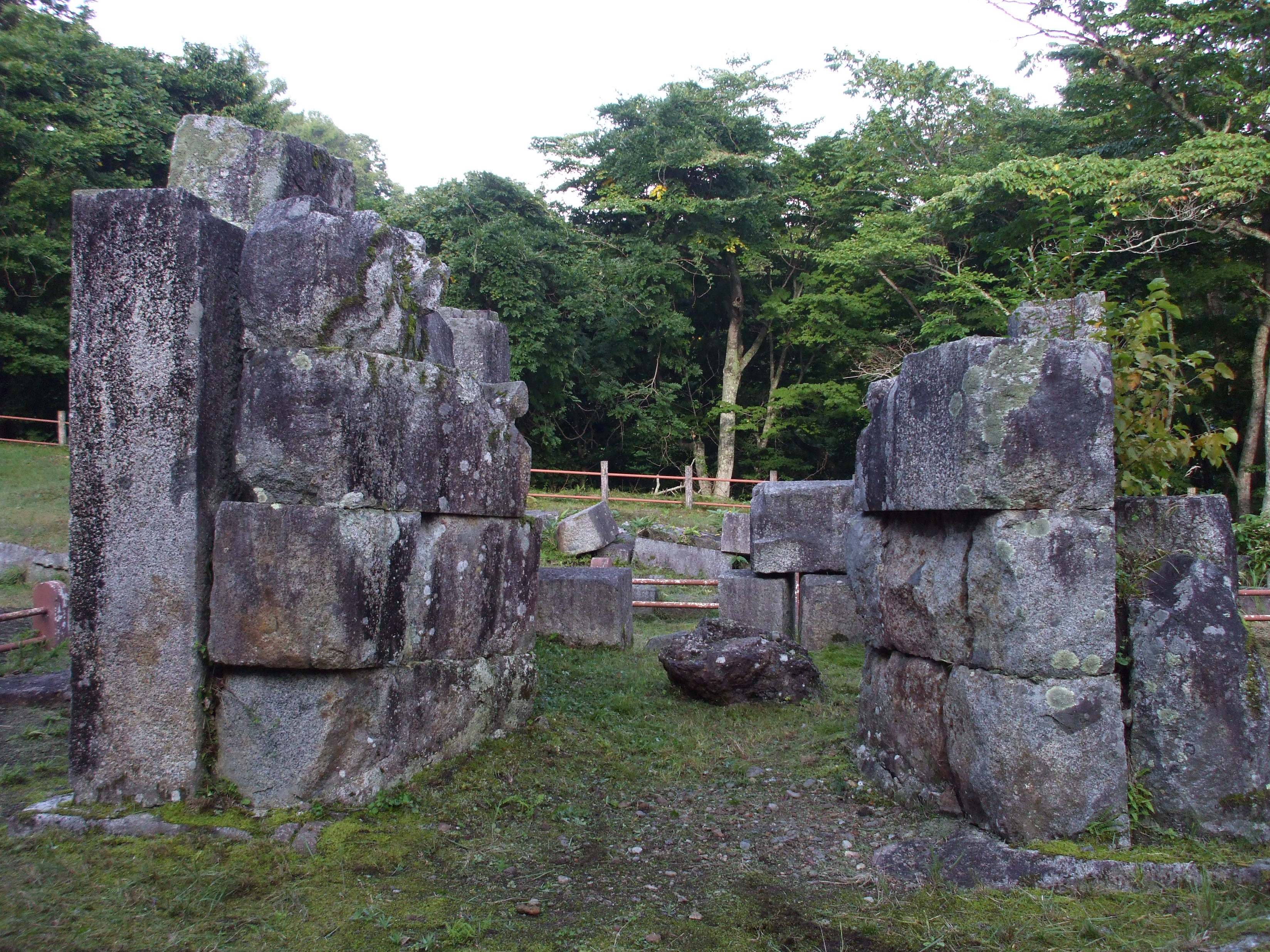
Залишки доменної печі № 3 у Хасіно, однієї з побудованних Осіма Танакою. З 2015 року Об'єкт світової спадщини ЮНЕСКО в Японії.

У 1855 році князівство Міто запросило Осіму для будівництва його першої відбивної печі, в якій виплавлявся метал для виготовлення зброї. Кілька таких печей на той час вже було в інших князівствах. Сировиною для цієї печі слугував залізний пісок. Під час експлуатації печі Осіма поступово дійшов висновку, що залізний пісок є не найкращою сировиною. У 1856 році він попрохав у влади Нанбу дозволу на видобуток залізної руди у одному з найбагатших з відомих на той час в Японії родовищі Охасі, розташованому біля села Камаїсі. Отримавши дозвіл, Осіма побудував доменну піч біля родовища. Піч була побудована за описами, взятими з голандської книжки. Це була перша в Японії добре працююча доменна піч. До неї ще у 1854 році у князівстві Сацума побудували першу в Японії доменну піч, але робота тієї печі не увінчалась успіхом, оскільки було погане постачання сировини. На доменній печі Осіми переплавляли руду родовища Охасі, паливом було деревне вугілля, випалене з деревини навколишніх лісів, міхи системи дуття працювали від водяного колеса. :19 У 1850-х роках Осіма також запропонував свій варіант печі татара, що мав відмінності від традиційної конструкції.
Хоча побудована Осімою доменна піч була невелика — виробляла лише близько однієї тонни чавуну на день і використовувала деревне вугілля в ролі палива, вона засвідчила початок сучасної чорної металургії в Японії. До кінця періоду Едо в 1868 році рід Токугава встановив десять доменних печей в князівстві Нанбу. Осіма відповів за технічні питання в будівництві та роботі печей, гроші на будівництво давали місцеві торговці.

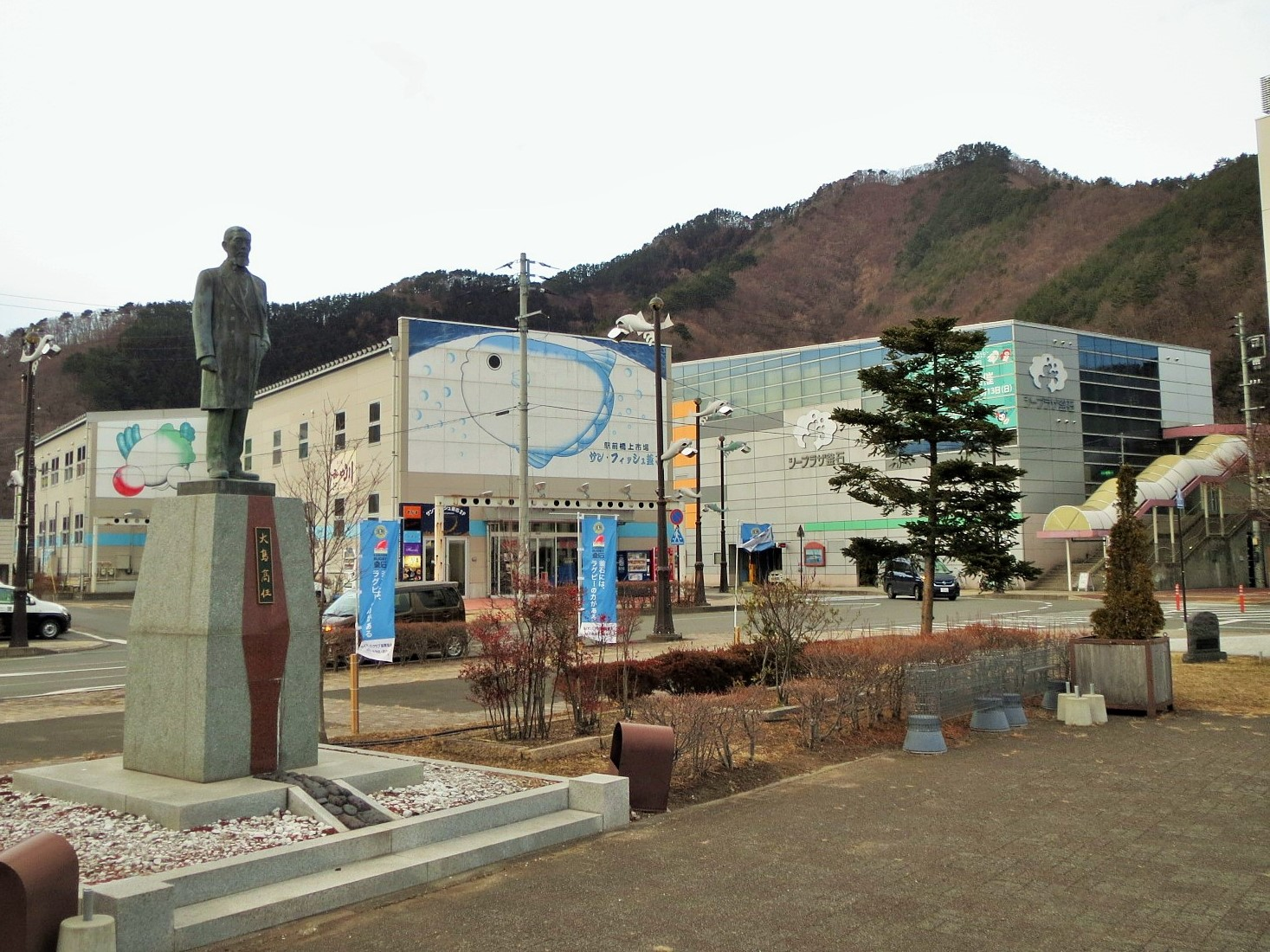
Пам'ятник Осімі Такато біля станції Камаїсі.

Після реставрації Мейдзі, у 1870 році був запрошений до новоствореного Міністерства промисловості, що мало провести індустриалізацію в країні. У 1871—1873 роках у складі місії з вивчення західного досвіду (102 особи) був відправлений у США, Британію, Францію, Бельгію, Нідерланди, Німеччину, царську Росію, Італію, Австрію для вивчення тамтешньої чорної металургії. Відвідав Фрайберзьку гірничу академію, провідні металургійні заклади Німеччини. Був під впливом від побаченого в Німеччині. У 1874 році був призначений відповідальним за будівництво першого в Японії великого металургійного заводу у Камаїсі (біля покладів залізної руди). Через розбіжності з німецьким інженером щодо точного місця розташування заводу, був усунений від обов'язків і переведений на більш високу посаду у міністерстві виконавчого директора гірничовидобувного бюро Садо, що займалося золотими копальнями Садо, найбільшими в Японії. У 1890 році призначений головою Японського гірничого товариства і залишався на цій посаді до 1901 року. :22 – 25

## Нагороди
- Орден Вранішнього Сонця, 1888.[2]
- Пам'ятна медаль за оприлюднення Конституції Японської імперії, 1889.[3]

## Родина
Його перший син Осіма Мітітаро був першим головним інженером державного металургійного заводу Явата.
Його онук Осіма Сінцо став його біографом.